# Friedrich Adler (političar)
Friedrich Wolfgang Adler (Beč, 9. srpnja 1879. – Zürich, 2. siječnja 1960.) je bio austrijski političar, lobist i revolucionar. Najpoznatiji je po atentatu na grofa Karla von Stürgkha 1916.

## Životopis
Rođen je u Beču. Sin je socijaldemokratskog političara Victora Adlera. Studirao je kemiju, fiziku i matematiku u Zürichu. 1897. je postao član Socijaldemokratske stranke Austrije (SPÖ). Od 1907. urednik je časopisa Der Kampf. Bio je dobar prijatelj Alberta Einsteina.
Sudjelovao je u filozofskoj raspravi o Ernstu Machu u Die Entdeckung der Weltelemente (zu E. Machs 70. Geburtstag) - Oktriće svjetskih elemenata (povodom Machovog 70. rođendana) objavljeno u Der Kampf 1908. godine.
Na Sveučiištu u Zürichu je bio od 1909. do 1910. Razmatralo se da ga se stavi na mjesto pročelnika odjela fizike. Na kraju je to otklonjeno zbog Einsteinove superiorne ekspertize i lobirao je za to da se Einsteina postavi na to mjesto.
Angažirao se u međunarodnom sindikalnom pokretu. 1911. napustio je znanost radi odlaska na mjesto generalnog sekretara SPÖ u Beču. Tu je dužnost obnašao do 1914. Postao je glasnogovornik lijevog krila stranke. Nakon izbivanja prvog svjetskog rata agitirao je protiv SPÖ-ove politike koja je podupirala rat.
Boreći se protiv ratne politike Austro-Ugarske, posegao je za drastičnim mjerama. 21. listopada 1916. u blagavaonici bečkog hotela Meißl und Schadn triput je pištoljem pucao u austrijskog ministra-predsjednika grofa Karla von Stürgkha. Atentat je uspio, Adler je za zločin osuđen na smrt, a kazna je preinačena na 18 godina zatvora.
Kad je 1918. izbila revolucija, pušten je na slobodu. Odigrao je važnu ulogu kao čelnik Arbeiterräte (radničkih savjeta) i kao član Nacionalnog vijeća Austrije. Od sredine 1920-ih primarno je bio aktivan u socijalističkoj internacionali gdje je više od 15 godina bio generlani sekretar.
Kad je izbio Drugi svjetski rat, izbjegao je u SAD. Od 1938. do 1945. godine odlučujuće je utjecao na usmjerenje izgnaničke organizacije austrijskih socijalista Auslandsvertretung der österreichischen Sozialisten (AVOES). Poslije rata, ostao je pri stavu da je internacionalist, zatim Nijemac a najmanje se osjećao kao Austrijanac. To ga je poslije 1945. sukobilo s Karlom Rennerom koji je Austrijance smatrao posebnim individualitetom te je izbacilo Adlera iz političke igre. 1946. se godine povukao iz politike. Uređivao je očevu razmjenu pisama s Augustom Bebelom i Karlom Kautskym.
Umro je 2. siječnja 1960. u Zürichu.

## Djela
- Ortszeit, Systemzeit, Zonenzeit und das ausgezeichnete Bezugssystem der Elektrodynamik. Eine Untersuchung über die Lorentzsche und die Einsteinsche Kinematik. (Wien, Wiener Volksbuchhandlung, 1920)
- Ernst Machs Ueberwindung des mechanischen Materialismus. (Wien, Brand 1918)
- Vor dem Ausnahmegericht; Stellungnahme bei Kriegsausbruch. Das Manifest von 3. Dezember 1915, Die Hauptverhandlung vor dem Ausnahmegericht am 18. und 19. Mai 1917, Das Verhörprotokoll der Voruntersuchung 22. Oktober bis 7. November 1916 (Wien 1917)
- Die Erneuerung der Internationale. Aufsätze aus der Kriegszeit (Wien 1918)
- Falls der Krieg dennoch ausbrechen sollte… (Wien, Verlag der Wiener Volksbuchhandlung 1929)
- Briefwechsel Victor Adler. Briefwechsel mit August Bebel und Karl Kautsky (Volksbuchhandlung Wien 1954)
- Der Kampf. Sozialdemokratische Monatszeitschrift. Jahrgänge 1924–1934
- Grosse Gestalten des Sozialismus, 2 Bände (Volksbuchhandlungen Wien 1947)
- Friedrich Adler, Albert Einstein: Physik und Revolution. Briefe – Dokumente – Stellungnahmen (Löcker 2006)
- Der Bericht der britischen Gewerkschaftsdelegation über Rußland. Kritisch untersucht. Mit einem Anhang: Aufrichtige und unaufrichtige Einheitsfront. (Prag Parteivorstand der Deutschen sozialdemokratischen Arbeiterpartei in der Tschechoslowakischen Republik – 1925)
- Das Stalinsche Experiment und der Sozialismus. (Wien 1932)
- The witchcraft trial in Moscow. (New York 1937)
- Le Procès de Moscou et l'Internationale Ouvrière Socialiste. (Paris 1932)
- La guerra e la crisi della socialdemocrazia. Introduzione di Enzo Collotti. (Rom 1972)

## Vanjske poveznice
- Radovi Friedricha Adlera i o Friedrichu Adleru u katalogu Njemačke nacionalne knjižnice
- Natuknica o Friedrichu Adleru na stranicama austrijskog parlamenta
- Gabriel Eikenberg: Tabellarischer Lebenslauf von Friedrich Adler  Arhivirana inačica izvorne stranice od 13. siječnja 2008. (Wayback Machine) im LeMO (DHM und HdG)
- Natunica o Friedrichu Adleru[neaktivna poveznica] u Weblexikonu bečke socijaldemokracije
- Biographie von Wolfgang Maderthaner